# Qu Shengqing
Qu Shengqing (mandarin : 曲圣卿) (né le 5 juin 1975 à Shenyang dans la province du Liaoning en République populaire de Chine) est un joueur de football chinois.